# Roberta Howett
Roberta Howett, née le 26 septembre 1981 à Dublin, en Irlande, est une chanteuse irlandaise, issue de la première saison du télé-crochet britannique The X Factor, dont elle finit 9e.

## Discographie

### Singles
| Année | Single           | Chart positions | Album |
| Année | Single           | IRE             | Album |
| ----- | ---------------- | --------------- | ----- |
| 2010  | "Beautiful Lies" | 23              | TBA   |